# Stara Pazova
Stara Pazova (izvirno srbsko Стара Пазова; slovaško Stará Pazova, nemško Alt-Pasua, madžarsko Ópázova) je naselje v Srbiji, ki je središče istoimenske občine; slednja pa je del Sremskega upravnega okraja.

## Demografija
V naselju živi 14948 polnoletnih prebivalcev, pri čemer je njihova povprečna starost 39,0 let (37,4 pri moških in 40,5 pri ženskah). Naselje ima 6170 gospodinjstev, pri čemer je povprečno število članov na gospodinjstvo 3,02.
Prebivalstvo je večinoma nehomogeno, a v času zadnjih 3 popisov je opazen porast števila prebivalcev.
|  |

| Demografija | Demografija     | Demografija     |
| Leto        | Št. prebivalcev | Št. prebivalcev |
| ----------- | --------------- | --------------- |
|             |                 |                 |
|             |                 |                 |
| 1921        | 7.751           |                 |
| 1931        | 8.536           |                 |
| 1948        | 9193            |                 |
| 1953        | 10103           |                 |
| 1961        | 12089           |                 |
| 1971        | 13776           |                 |
| 1981        | 16217           |                 |
| 1991        | 17110           | 16696           |
| 2002        | 19385           | 18645           |
|             |                 |                 |

| Etnična sestava po popisu iz leta 2002 | Etnična sestava po popisu iz leta 2002 | Etnična sestava po popisu iz leta 2002 | Etnična sestava po popisu iz leta 2002 | Etnična sestava po popisu iz leta 2002 |
| -------------------------------------- | -------------------------------------- | -------------------------------------- | -------------------------------------- | -------------------------------------- |
| Srbi                                   | Srbi                                   |                                        | 10.477                                 | 56,19%                                 |
| Slovaki                                | Slovaki                                |                                        | 5.848                                  | 31,36%                                 |
| Jugoslovani                            | Jugoslovani                            |                                        | 357                                    | 1,91%                                  |
| Hrvati                                 | Hrvati                                 |                                        | 330                                    | 1,76%                                  |
| Romi                                   | Romi                                   |                                        | 274                                    | 1,46%                                  |
| Črnogorci                              | Črnogorci                              |                                        | 84                                     | 0,45%                                  |
| Makedonci                              | Makedonci                              |                                        | 81                                     | 0,43%                                  |
| Madžari                                | Madžari                                |                                        | 44                                     | 0,23%                                  |
| Ukrajinci                              | Ukrajinci                              |                                        | 28                                     | 0,15%                                  |
| Muslimani                              | Muslimani                              |                                        | 16                                     | 0,08%                                  |
| Slovenci                               | Slovenci                               |                                        | 12                                     | 0,06%                                  |
| Rusi                                   | Rusi                                   |                                        | 11                                     | 0,05%                                  |
| Albanci                                | Albanci                                |                                        | 10                                     | 0,05%                                  |
| Goranci                                | Goranci                                |                                        | 9                                      | 0,04%                                  |
| Romuni                                 | Romuni                                 |                                        | 7                                      | 0,03%                                  |
| Nemci                                  | Nemci                                  |                                        | 7                                      | 0,03%                                  |
| Čehi                                   | Čehi                                   |                                        | 4                                      | 0,02%                                  |
| Rusini                                 | Rusini                                 |                                        | 4                                      | 0,02%                                  |
| Bolgari                                | Bolgari                                |                                        | 2                                      | 0,01%                                  |
| Bunjevci                               | Bunjevci                               |                                        | 1                                      | 0,00%                                  |
| Bošnjaki                               | Bošnjaki                               |                                        | 1                                      | 0,00%                                  |
| Neznano                                | Neznano                                |                                        | 373                                    | 2,00%                                  |